# ヘキサゴンドリル
『ヘキサゴンドリル』とは、フジテレビのクイズ番組「クイズ!ヘキサゴンII」の番組中で実施されている予選ペーパーテストを書籍化したものである。

## 概要
フジテレビのクイズ番組「クイズ!ヘキサゴンII」では番組中で毎回放送開始前に出演者に対して予選ペーパーテストを実施し、その成績によって順位を付けて番組開始時にチーム分けを行っている。ヘキサゴンドリルとは、このとき実施されているペーパーテストを出来るだけ実際に使われているものに近い形で書籍化したものである。2007年12月22日に第1弾が出版された。第2弾発売時点までに第1弾だけで35万部、第3弾発売時点までに第1弾と第2弾を合わせて85万部、第4弾発売時点までにシリーズ累計で95.7万部を売り上げたベストセラーとなったためにシリーズ化され、数か月に1冊のペースで続きが出版されている。

## 収録内容
毎回、一定の放送期間の中から選ばれた12回分について、問題と正解、街角予想順位と実際の結果等が収録されている。Iは2006年3月22日放送分から2006年12月27日放送分までの中から選ばれた12回、IIでは2007年1月10日放送分から2007年6月27日放送分までの中から選ばれた12回、IIIでは2007年7月4日放送分から2007年10月10日放送分までの中から選ばれた12回、IVでは2007年10月31日放送分から2008年6月11日放送分までの中から選ばれた12回が収録されている。毎回50問のテストが実施され、1ページに10問が載せられている。
そのほかに参加者が書いた珍解答（主に羞恥心、Paboといったおバカタレントによるものであるが、中には山根良顕（アンガールズ）のような成績上位者によるものもある）やテスト結果の様々な分析結果なども掲載されている。

## 書誌情報
- 『ヘキサゴンドリル』（扶桑社、2007年12月22日） ISBN 978-4594055578
- 『ヘキサゴンドリルII』（扶桑社、2008年4月25日） ISBN 978-4594056339
- 『ヘキサゴンドリルIII』（扶桑社、2008年10月8日） ISBN 978-4594057732
- 『ヘキサゴンドリルIV』（扶桑社、2009年8月20日） ISBN 978-4594060169

いずれも判型はA5判。定価630円（税込）

## 関連出版物
- 『里田まいのおバカ伝説』（竹書房、2007年11月7日） ISBN 978-4812433171

クイズ!ヘキサゴンの常連出演者である里田まいのさまざまなエピソードを掲載した書籍であり、全7章の内この番組の予選ペーパーテストでの珍解答に「ヘキサゴン予選ペーパーテスト実例集」として1章が割かれている。2007年11月14日放送分のクイズ!ヘキサゴンIIの番組中でこの本が出版されたことが話題となり、番組司会者の島田紳助が「だったらこの番組の本を出そう」などと語った後このヘキサゴンドリルが出版されることになった。